# Oleksii Novikov
Oleksii Novikov (Kiev, 11 de febrero de 1996) es un atleta de fuerza de Ucrania. Ganó la competencia de El hombre más fuerte del mundo 2020, convirtiéndose en el segundo ucraniano en ganar este título, después de Vasyl Virastyuk, quien ganó en 2004.

## Carrera

### 2016–2019
Novikov ha sido el ganador de El hombre más fuerte de Ucrania cada año desde 2016 a 2019. Ingresó a la escena internacional en 2019 al obtener el puesto número 38 en el Strongman Champions League.

### 2020
En mayo de 2020, Novikov participó en la primera temporada del World's Ultimate Strongman en la serie Feats of Strength, donde obtuvo el récord mundial en Repeticiones de Mancuerna Gigante. Novikov marcó el récord mundial en 11 repeticiones.
En noviembre de 2020 ganó la competencia de El hombre más fuerte del mundo en Bradenton, Florida, convirtiéndose en el segundo hombre en ganar la competencia a sus 24 años de edad, detrás de Jón Páll Sigmarsson, quien en 1984 era unos cuantos meses más joven que Novikov. En el evento de Peso Muerto de 18 pulgadas, Novikov marcó un nuevo récord mundial al levantar 537,5 kg (1185 lb).

## Récords personales
- Peso muerto de 18 pulgadas – 550 kg (1212,54lb) (récord mundial)[2]
- Repeticiones de mancuerna gigante – 11 repeticiones de 100 kg (220,5 lb) (récord mundial)[6]